# マリオン劇場
マリオン劇場（マリオンげきじょう、1991年12月21日 - 2009年1月9日閉館）は、北海道札幌市中央区にて古谷興業株式会社が経営・運営していた映画館（ミニシアター）である。有楽町マリオン（有楽町センタービル）及び、青森県弘前市にかつて存在した映画館『弘前マリオン劇場』とは異なる。
本項では、同館の後継館だったマリオンシネマ（2009年5月1日開館 - 2012年5月7日閉館）及び、両劇場が入居していた塚本マリオンビルとリバティータワービルについても述べる。

## データ
マリオン劇場
- 所在地：札幌市中央区南3条西2丁目1-1　塚本マリオンビル（通称：H&Bプラザ）地下1階
- 座席数：96席

マリオンシネマ
- 所在地：札幌市中央区南3条西2丁目10-1 （狸小路2丁目）リバティータワービル（旧：塚本ビールタワー）4階
- 座席数：36席

## 歴史

### マリオン劇場

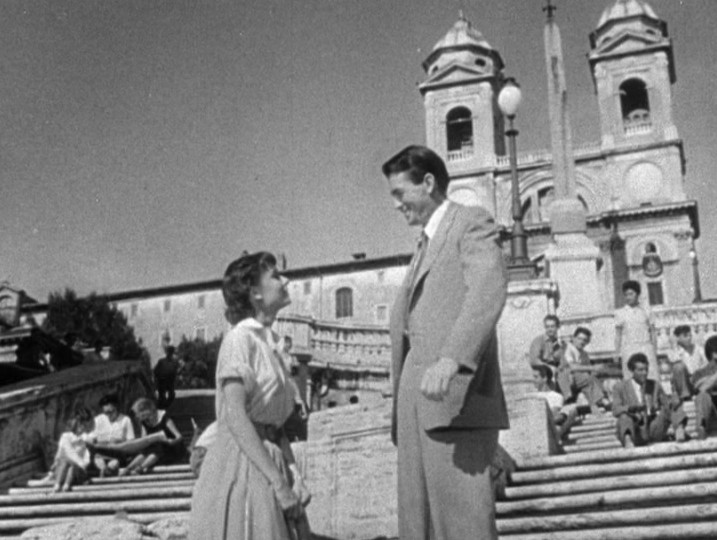
マリオン劇場でデジタル・ニューマスター版が上映されていた『ローマの休日』（監督ウィリアム・ワイラー、1953年）。主演のオードリー・ヘプバーン（写真左）とグレゴリー・ペック

1991年12月21日、札幌市中央区南3条西2丁目の塚本マリオンビル地下1階に開設。こけら落としはルイス・マンドーキ監督・スーザン・サランドン主演のユニバーサル映画作品『ぼくの美しい人だから』だった。この年は8月10日に松竹遊楽館が半年に及ぶ大改装を経てリニューアルオープンした一方、スガイビル（現：ディノス札幌中央）内にあったグランドシネマ（4階）、シネマロキシ、シネマ5（共に5階）の3スクリーンが撤退し、それぞれボウリング場（4階）、カラオケボックス（5階）に転換。同年9月30日には日活系映画館のロッポニカ札幌（旧：札幌日活劇場）、翌1992年3月には南8条西4丁目にあったミニシアター「ジャブ70ホール」がなくなり、同年7月4日には競合する市民映画館「シアターキノ」が南3条西6丁目にオープンするなど、同市内の映画館に大きな変動が見られた時期でもあった。
当初はレディースシアター・マリオンという名称でスタートし、主に女性向きのミニシアター系作品を数多く上映していたが、次第に女性向き以外の洋画・邦画もかけるようになり、その際にマリオン劇場という正式名称が定着していった。1996年にはイタリア映画『イル・ポスティーノ』（監督マイケル・ラドフォード）を上映しヒットに導いた一方、1997年には札幌市保健所から「環境衛生保健所長表彰」を受けている。
しかし2003年、札幌駅前に大型シネマコンプレックス「札幌シネマフロンティア」がオープンしてから、同市中心部にあった映画館の多くが軒並み閉館。同年末時点で当館とスガイビル内の映画館6スクリーン、札幌東宝プラザ、札幌東宝公楽、シアターキノなどが残った。それでも2004年1月17日～2月6日にはオードリー・ヘプバーン主演『ローマの休日』のデジタル・ニューマスター版をムーブオーバーしたり、2006年には黒木和雄監督の遺作となった『紙屋悦子の青春』、2007年3月期には吉井怜主演の『LOVE MY LIFE』（監督川野浩司）の上映もあった。この頃になると、塚本マリオンビルの上層階にアイン薬局（1階）などのメディカルモールが相次いで入居しており、その際に“H&Bプラザ”という愛称が付けられている。
2008年7月9日には、同年7月26日に日本公開を控えていたドリームワークス製作のアニメ映画『カンフー・パンダ』の先行試写会が当館で開催されていたが 、2009年1月9日、観客数減少などの事情によりマリオン劇場は閉館。最後の番組は木村威夫監督の邦画『夢のまにまに』であった。現在、跡地にはレストラン「Galle」（ガレ）が入居している。
ちなみにラジオ番組『アタックヤング』（STVラジオ）のパーソナリティを務めていたミュージシャンの“SACON”こと左近誠道は、閉館間際の2008年12月21日にヒュー・ジャックマン主演の『彼が二度愛したS』（監督マーセル・ランゲネッガ－）を観たことを自身のブログで明かしている。

### マリオンシネマ
マリオン劇場閉館から4か月後の2009年5月1日、狸小路2丁目のリバティータワービル4階に移転し、館名をマリオンシネマと改めて再出発した。移転先だったリバティータワービルはかつて塚本ビールタワーという名称で営業しており、駐車場のある上層階壁面にビールの中に飛び込む人間をイメージした壁画が描かれていた。新劇場は36席（前列の24席が青、後列の12席が赤で構成）を有し、規模の小ささからか、上映方式はフィルム（35mm及び16mm）ではなくDVDプロジェクターによる映写となっていた。
最初の上映作はフォ・ジェンチィ監督・ヴィッキー・チャオ主演の韓国映画『初恋の想い出』であったが、その後は主に官能小説を原作とした洋画ポルノの上映が多く、旧劇場時代末期のような状況が続いていた。それでも2010年5月15日～5月21日には、同年2月20日よりシネマート六本木（東京都）で上映されていた井口昇監督作『きょーれつ!もーれつ!古代少女ドグちゃんまつり』、2011年6月4日～7月8日には、鎌仲ひとみ監督のドキュメンタリー映画『ミツバチの羽音と地球の回転』が上映されていた。
当館の営業期間中には東宝公楽（2010年8月31日）とディノスシネマズ札幌白石（2011年5月8日）、東宝プラザ（2011年8月31日）が相次いで閉館に追い込まれた。そして東宝プラザ閉館から9か月後の2012年5月7日、マリオンシネマは営業開始からわずか3年で閉館し、マリオン劇場時代を含めた20年半の歴史にピリオドを打った。閉館8か月後の2013年1月25日、同館跡地に非営利団体運営による貸ホール狸小路2丁目シアターがオープンしたが、古谷興業が同シアターを買収しすすきのに所在していた成人映画館「有楽シネマ」を移転という形で2016年5月14日、「有楽シアター」としてリニューアルオープンしたが、2019年9月30日にビルの解体のため閉館。同年10月末から11月にかけてシティーボーイズビル地下1階に「ススキノ有楽シアター」として移転オープンする予定。なお、同社は同シアターのみを経営している。
なお、マリオン劇場→マリオンシネマ時代を通して、映画館自体の公式ホームページは存在しなかった。

## フロア構成
※いずれも2016年5月現在。

### 塚本マリオンビル（H&Bプラザ）
| 階      | 入居施設 |
| ------- | --- |
| 8階     | アイランド札幌形成外科・美容外科クリニック                                                                   |
| 7階     | 山崎泌尿器科クリニック、廣仁会 褥瘡・創傷治癒研究所                                                          |
| 6階     | 廣仁会 札幌皮フ病研究所                                                                                      |
| 5階     | 札幌皮膚科クリニック                                                                                         |
| 4階     | 浜田内科消化器科クリニック                                                                                   |
| 3階     | くぼメンタルクリニック、株式会社進幸「POPケアセンター」、医療法人社団 廣仁会事務局、有限会社エー・イー・シー |
| 2階     | 美容室「KESTRA」（ケストラ）                                                                                 |
| 1階     | アイン薬局札幌中央店                                                                                         |
| 地下1階 | レストラン「Gille」                                                                                          |

### リバティータワービル
| 階      | 入居施設                                                                                     |
| ------- | -------------------------------------------------------------------------------------------- |
| 最上階  | 駐車場                                                                                       |
| 4階     | 有楽シアター（成人向け映画館）                                                               |
| 3階     | 「風月」狸小路店、居酒屋「盆栽」タヌキ店、日本料理店「花啝」（はなわ）                       |
| 2階     | カレー店「くろかり」                                                                         |
| 1階     | カレー店「くろかり」、タコライスとパンケーキの店「アンマー」、駐車場入口                     |
| 地下1階 | 豪快居酒屋舟盛屋別邸「炙り茶屋」、株式会社エゾプロジェクト（「舟盛屋」「炙り茶屋」運営会社） |

※かつては1階にドトールコーヒーショップ（現在は狸小路3丁目に移転）、4階には狸小路2丁目シアターがそれぞれ入居していた。